# Futbol'nyj Klub Dynamo Kyïv 2018-2019
Questa voce raccoglie le informazioni riguardanti il Futbol'nyj Klub Dynamo Kyïv, meglio conosciuta come Dinamo Kiev, nelle competizioni ufficiali della stagione 2018-2019.

## Stagione

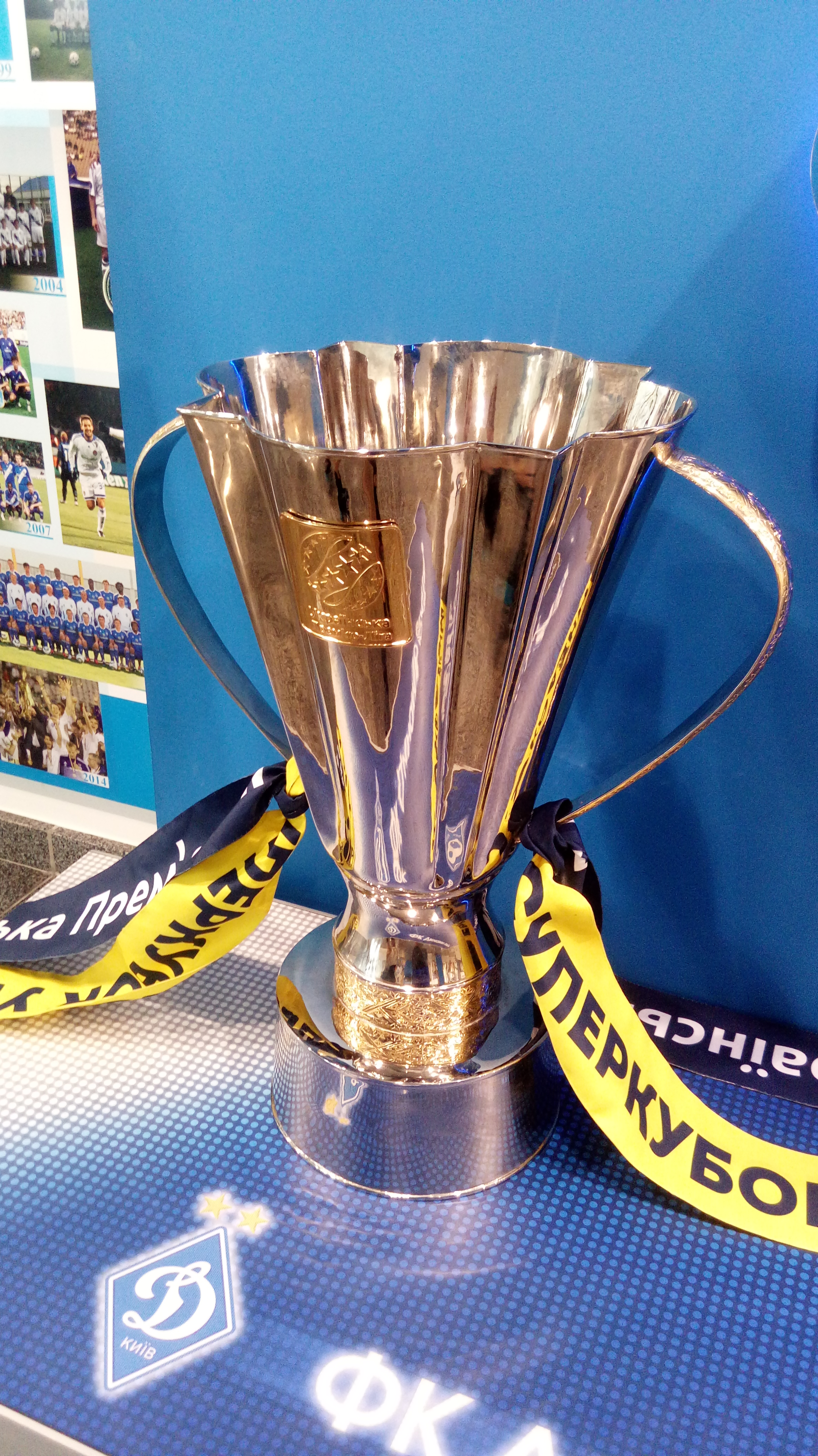
La Supercoppa vinta dalla Dinamo Kiev

La squadra è allenata per il secondo anno dall'ex attaccante della Dinamo e della nazionale bielorussa Aljaksandr Chackevič, già allenatore della seconda squadra. Per il quinto anno consecutivo il primo incontro ufficiale della Dinamo è la sfida in Supercoppa d'Ucraina contro lo Šachtar, vinta per 1-0. L'esordio in campionato avviene il 25 luglio, in casa contro il Vorskla, e vede la vittoria della compagine capitolina per 1-0. Il 3 agosto la Dinamo Kiev si aggiudica il Derby d'Ucraina anche in campionato e sempre per 1-0. In Champions League la Dinamo supera i cechi dello Slavia Praga con un risultato complessivo di 3-1 e accede agli spareggi. Il 28 agosto si conclude l'avventura in Champions League della Dinamo Kiev, eliminata dall'Ajax nel doppio confronto terminato 3-1 frutto della sconfitta nei Paesi Bassi e del pari a reti inviolate di Kiev.

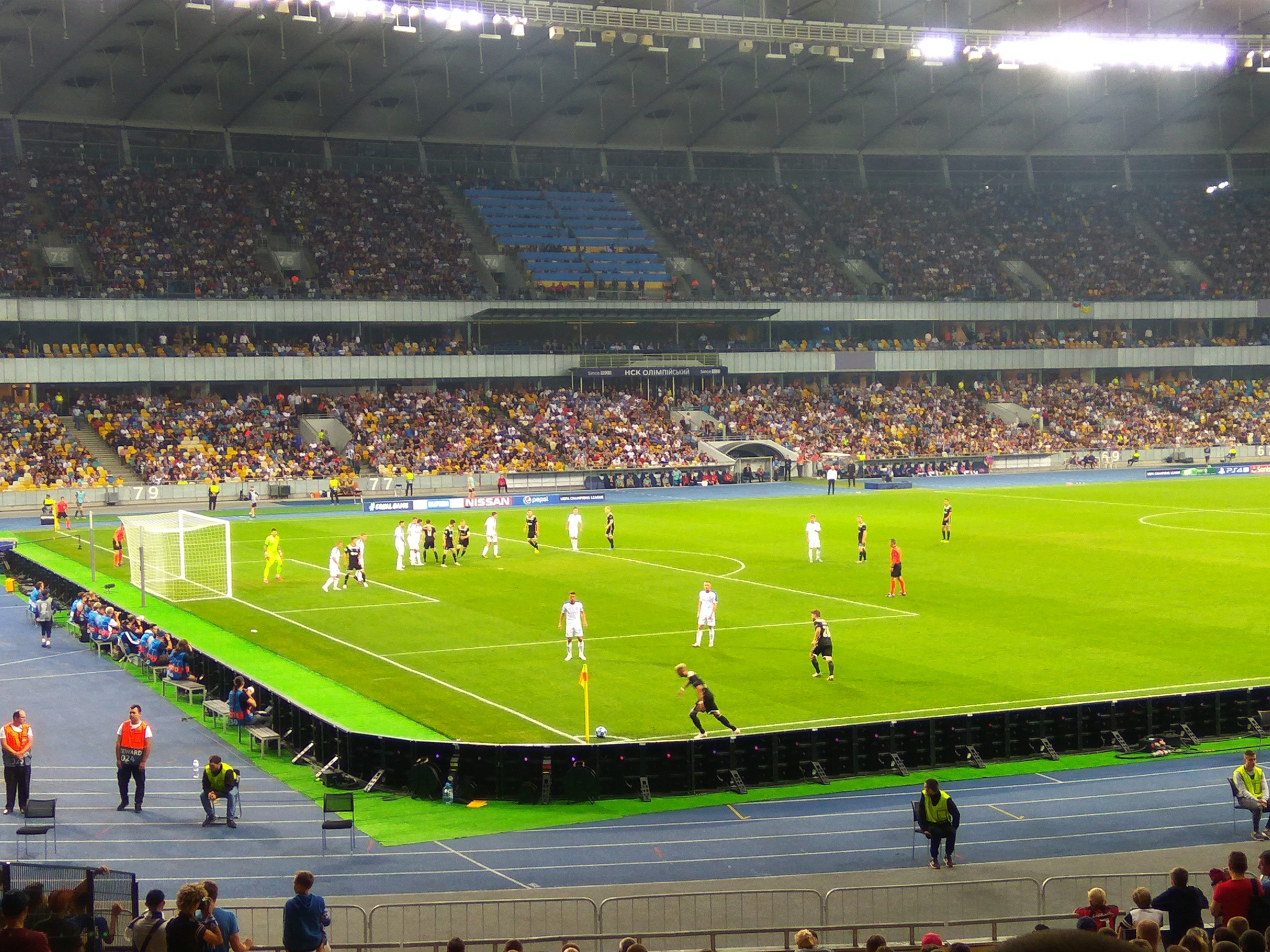
Azione da calcio d'angolo durante Dinamo Kiev - Ajax

Il 31 agosto a Monte Carlo ha luogo il sorteggio dei gironi di Europa League che vede impegnati gli ucraini nel girone K con i campioni di Kazakistan dell'Astana, i francesi del Rennes e i cechi del Jablonec. L'esordio in Europa League non sorride alla Dinamo che impatta 2-2 in casa con l'Astana. La prima vittoria nella competizione europea giunge il 25 ottobre grazie al successo per 2-1 sul campo del Rennes. Il 31 ottobre, grazie alla vittoria per 3-1 in casa del Mynaj, la Dinamo supera gli Ottavi di finale di Coppa d'Ucraina. Il 3 novembre lo Šachtar si aggiudica il ritorno del Derby d'Ucraina battendo la Dinamo 2-1 grazie a un gol di Viktor Kovalenko oltre il recupero concesso dall'arbitro.
Il 29 novembre, in grazie alla vittoria esterna per 1-0 in casa dell'Astana, la Dinamo vince il girone e si qualifica per la fase a eliminazione diretta con un turno di anticipo. Il 21 febbraio, con il risultato complessivo di 3-2, la Dinamo Kiev supera i sedicesimi di finale di Europa League eliminando i greci dell'Olympiacos. Il 14 marzo, in virtù del risultato aggregato di 8-0, la squadra di Kiev viene eliminata dal Chelsea agli ottavi di finale di Europa League. Il 7 aprile, con la sconfitta ai rigori contro lo Šachtar, la Dinamo Kiev viene eliminata ai quarti di finale della coppa nazionale. Il 30 maggio, con la vittoria esterna per 2-0 sul campo dell'Oleksandrija, si conclude la stagione calcistica della Dinamo Kiev.

## Maglie e sponsor
Lo sponsor tecnico per la stagione 2018-2019 è New Balance.
|  | Casa |  | Trasferta |

## Organigramma societario

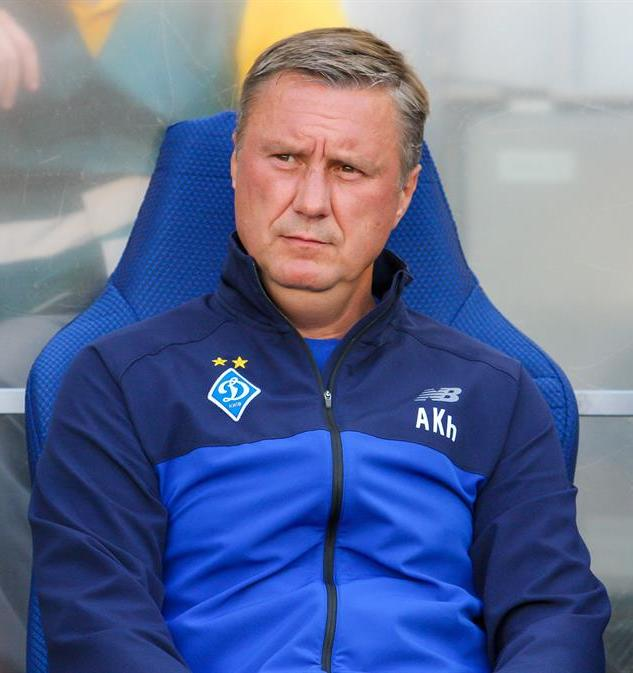
L'allenatore della Dinamo Kiev, Aljaksandr Chackevič, confermato sulla panchina dei bianchi.

Dal sito internet ufficiale della società.
Area direttiva
- Presidente: Ihor Surkis
- Primo Vicepresidente: Vitalii Sivkov
- Direttore generale: Rezo Chokhonelidze
- Direttore sportivo: Oleksij Mychajlyčenko
- Vicepresidenti: Leonid Ashkenazi, Oleksii Palamarchuk, Mykhailo Petroshenko, Oleksii Semenenko, Andriy Madzyanovskyi

Area tecnica
- Allenatore: Aljaksandr Chackevič
- Allenatore in seconda: Oleh Lužnyj
- Allenatore in terza: Maksim Shatskix
- Assistente delegato: Eduardo Docampo
- Preparatore dei portieri: Mychajlo Mychajlov
- Preparatori atletici: Vytalii Kulyba, Volodymyr Yarmoshuk

Area sanitaria
- Fisioterapisti: Volodymyr Malyuta, Leonid Myronov, Andrij Shmorgun
- Staff medico: Serhij Kravchenko, Andrij Soldatkin, Andrij Sobchenko, Anatolij Sosynovich, Vasyl Yashchenko

Area marketing
- Gruppo analitico: Olexandr Kozlov, Anatolij Kroshchenko

Area amministrativa
- Amministrazione: Olexandr Chubarov, Viktor Kashpour, Anatolij Pashkovskyi, Pylyp Repetylo

## Rosa

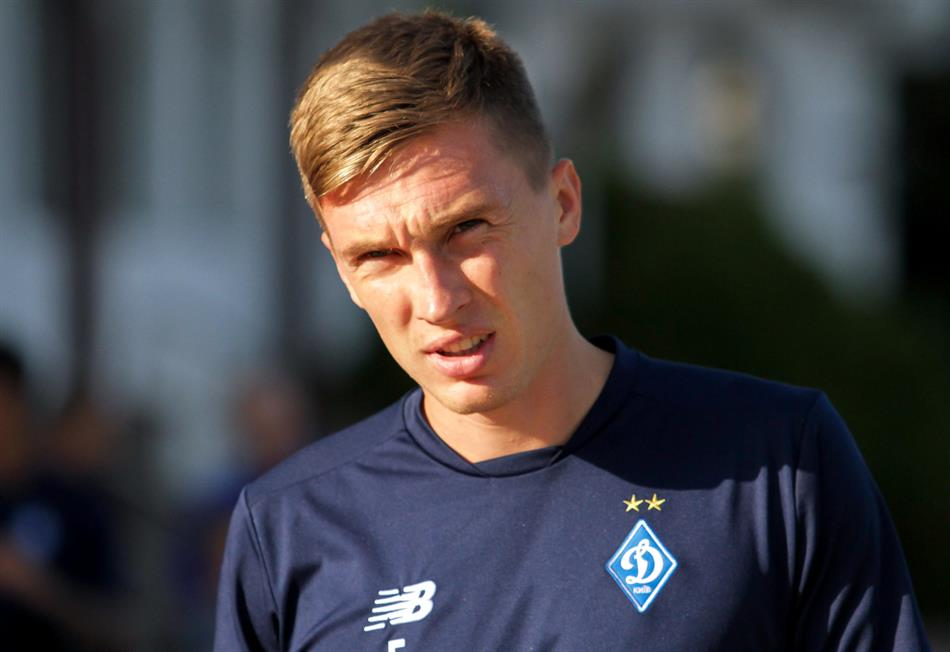
Serhij Sydorčuk, alla sua settima stagione con la Dinamo Kiev, è il nuovo capitano

Rosa e numerazione, tratte dal sito ufficiale della Dynamo Kyïv.
| N. |                       | Ruolo | Calciatore                 |
| -- | --------------------- | ----- | -------------------------- |
| 1  | Ucraina (bandiera)    | P     | Heorhij Buščan             |
| 5  | Ucraina (bandiera)    | C     | Serhij Sydorčuk (capitano) |
| 6  | Brasile (bandiera)    | C     | Tchê Tchê                  |
| 7  | Slovacchia (bandiera) | C     | Benjamin Verbič            |
| 8  | Ucraina (bandiera)    | C     | Volodymyr Šepeljev         |
| 9  | Ucraina (bandiera)    | D     | Mykola Morozjuk            |
| 9  | Spagna (bandiera)     | A     | Fran Sol                   |
| 10 | Ucraina (bandiera)    | C     | Mykola Šaparenko           |
| 11 | Ucraina (bandiera)    | C     | Vladyslav Kalytvyncev      |
| 14 | Uruguay (bandiera)    | C     | Carlos de Pena             |
| 15 | Ucraina (bandiera)    | C     | Viktor Cyhankov            |
| 16 | Ucraina (bandiera)    | D     | Vitalij Mykolenko          |
| 17 | Brasile (bandiera)    | D     | Sidcley                    |
| 18 | Ucraina (bandiera)    | C     | Oleksandr Andrijevs'kyj    |
| 19 | Ucraina (bandiera)    | C     | Denys Harmaš               |

| N. |                      | Ruolo | Calciatore           |
| -- | -------------------- | ----- | -------------------- |
| 20 | Brasile (bandiera)   | C     | Vitor Bueno          |
| 23 | Croazia (bandiera)   | D     | Josip Pivarić        |
| 26 | Ucraina (bandiera)   | D     | Mykyta Burda         |
| 29 | Ucraina (bandiera)   | C     | Vitalij Bujal's'kij  |
| 30 | Ucraina (bandiera)   | D     | Artem Šabanov        |
| 33 | Ucraina (bandiera)   | P     | Volodymyr Machan'kov |
| 41 | Ucraina (bandiera)   | A     | Artem Bjesjedin      |
| 43 | Ucraina (bandiera)   | A     | Nazarij Rusyn        |
| 44 | Ungheria (bandiera)  | D     | Tamás Kádár          |
| 71 | Ucraina (bandiera)   | P     | Denys Bojko          |
| 72 | Ucraina (bandiera)   | P     | Artur Rudko          |
| 89 | Ucraina (bandiera)   | A     | Vladyslav Suprjaha   |
| 94 | Polonia (bandiera)   | D     | Tomasz Kędziora      |
| 99 | Danimarca (bandiera) | C     | Mikkel Duelund       |

## Calciomercato

### Sessione estiva
| Acquisti         | Acquisti                | Acquisti            | Acquisti                   |
| R.               | Nome                    | da                  | Modalità                   |
| ---------------- | ----------------------- | ------------------- | -------------------------- |
| D                | Sidcley                 | Athl. Paranaense    | definitivo (5 milioni €)   |
| C                | Mikkel Duelund          | Midtjylland         | definitivo (4 milioni €)   |
| C                | Tchê Tchê               | Palmeiras           | definitivo (4,8 milioni €) |
| C                | Vitor Bueno             | Santos              | prestito                   |
| A                | Vladyslav Suprjaha      | Dnipro-1            | definitivo (6,5 milioni €) |
| Altre operazioni |                         |                     |                            |
| R.               | Nome                    | da                  | Modalità                   |
| P                | Denys Bojko             | Beşiktaş            | gratuito                   |
| P                | Maksym Koval'           | Deportivo La Coruña | fine prestito              |
| D                | Oleksandr Andrijevs'kyj | Zorja               | fine prestito              |
| D                | Vitorino Antunes        | Getafe              | fine prestito              |
| D                | Zurab Očigava           | Olimpik Donec'k     | fine prestito              |
| C                | Serhij Rybalka          | Sivasspor           | fine prestito              |

| Cessioni         | Cessioni          | Cessioni       | Cessioni                   |
| R.               | Nome              | a              | Modalità                   |
| ---------------- | ----------------- | -------------- | -------------------------- |
| P                | Denys Bojko       | Beşiktaş       | fine prestito              |
| D                | Jevhen Chačeridi  | PAOK           | definitivo (gratuito)      |
| D                | Carlos Zambrano   | Basilea        | prestito                   |
| C                | Derlis González   | Santos         | prestito                   |
| C                | Oleh Husjev       |                | ritirato                   |
| C                | Ruslan Rotan'     |                | ritirato                   |
| A                | Dieumerci Mbokani | Anversa        | svincolato                 |
| A                | Júnior Moraes     | Šachtar        | gratuito                   |
| Altre operazioni |                   |                |                            |
| R.               | Nome              | a              | Modalità                   |
| P                | Maksym Koval'     | Al-Fateh       | prestito                   |
| D                | Vitorino Antunes  | Getafe         | definitivo (2,5 milioni €) |
| C                | Mikita Korzun     | Dinamo Minsk   | prestito                   |
| C                | Serhij Rybalka    | Sivasspor      | gratuito                   |
| A                | Dmytro Chl'obas   | Desna Černihiv | gratuito                   |

### Sessione invernale
| Acquisti         | Acquisti       | Acquisti     | Acquisti                   |
| R.               | Nome           | da           | Modalità                   |
| ---------------- | -------------- | ------------ | -------------------------- |
| C                | Carlos de Pena |              | gratuito                   |
| A                | Fran Sol       | Willem II    | definitivo (3,5 milioni €) |
| Altre operazioni |                |              |                            |
| R.               | Nome           | da           | Modalità                   |
| C                | Mikita Korzun  | Dinamo Minsk | fine prestito              |

| Cessioni         | Cessioni              | Cessioni        | Cessioni                 |
| R.               | Nome                  | a               | Modalità                 |
| ---------------- | --------------------- | --------------- | ------------------------ |
| D                | Mykola Morozjuk       | Çaykur Rizespor | prestito                 |
| C                | Tchê Tchê             | San Paolo       | definitivo (5 milioni €) |
| Altre operazioni |                       |                 |                          |
| R.               | Nome                  | a               | Modalità                 |
| D                | Zurab Očigava         | Dnipro-1        | prestito                 |
| D                | Aleksandar Pantić     | Cadice          | prestito                 |
| C                | Vladyslav Kalytvyncev |                 | svincolato               |
| C                | Mikita Korzun         | Al-Fateh        | prestito                 |

## Risultati

### Prem"jer-liha

#### Girone di andata
| Arbitro: | Kopievs'kyj (Kropyvnyc'kyj) |

|                   |           |  |
| Dallku 33’ (aut.) | Marcatori |  |

| Arbitro: | Kozyk (Mukačevo) |

|  |           |             |
|  | Marcatori | 90+2’ Rusyn |

| Arbitro: | Možarovs'kyj (Leopoli) |

|            |           |  |
| Verbič 65’ | Marcatori |  |

| Arbitro: | Paschal (Cherson) |

|  |           |                               |
|  | Marcatori | 7’ Verbič 25’ (rig.) Cyhankov |

| Arbitro: | Romanov (Dnipro) |

|              |           |  |
| Cyhankov 68’ | Marcatori |  |

| Arbitro: | Abdula (Charkiv) |

|            |           |           |
| Hračov 84’ | Marcatori | 59’ Rusyn |

| Arbitro: | Derdo (Čornomors'k) |

|  |           |                 |
|  | Marcatori | 17’, 45+1’ Šved |

| Arbitro: | Kopijevs'kyj (Kropyvnyc'kyj) |

|            |           |              |
| Hromov 44’ | Marcatori | 67’ Sydorčuk |

| Arbitro: | Monzul' (Charkiv) |

|                                                |           |  |
| Burda 45’ Verbič 67’ Kędziora 74’ Cyhankov 87’ | Marcatori |  |

| Arbitro: | Balakin (Kiev) |

|  |           |             |
|  | Marcatori | 35’ Duelund |

| Arbitro: | Kozyk (Mukačevo) |

|              |           |  |
| Morozjuk 30’ | Marcatori |  |

#### Girone di ritorno
| Arbitro: | Abdula (Charkiv) |

|  |           |              |
|  | Marcatori | 40’ Cyhankov |

| Arbitro: | Kozyrjac'kyj (Zaporižžja) |

|  |           |            |
|  | Marcatori | 21’ Taylor |

| Arbitro: | Romanov (Dnipro) |

|                            |           |               |
| Moraes 54’ Kovalenko 90+5’ | Marcatori | 44’ Šaparenko |

| Arbitro: | Krivuškin (Charkiv) |

|                                                            |           |  |
| Šaparenko 33’ Verbič 57’ Čobotenko 62’ (aut.) Cyhankov 85’ | Marcatori |  |

| Arbitro: | Paschal (Cherson) |

|                                 |           |            |
| Curikov 3’ Zaporožan 57’ (rig.) | Marcatori | 33’ Verbič |

| Arbitro: | Ivanov (Makiïvka) |

|                                          |           |  |
| Cyhankov 21’ (rig.) Bjesjedin 61’ (rig.) | Marcatori |  |

| Arbitro: | Omel'čenko (Slov"jans'k) |

|  |           |                                        |
|  | Marcatori | 28’, 49’, 90+1’ Cyhankov 89’ Šaparenko |

| Arbitro: | Romanov (Dnipro) |

|                                                 |           |  |
| Šaparenko 34’, 45’ Verbič 37’, 54’ Fran Sol 73’ | Marcatori |  |

| Arbitro: | Kozyk (Mukačevo) |

|              |           |                              |
| Kartušov 83’ | Marcatori | 25’ Kędziora 68’ Bujal's'kij |

| Arbitro: | Aranovs'kyj (Kiev) |

|                                          |           |  |
| Harmaš 28’, 39’ Sidcley 37’ Cyhankov 45’ | Marcatori |  |

| Arbitro: | Paschal (Cherson) |

|                |           |                               |
| Haj 27’ (rig.) | Marcatori | 14’ (rig.) Cyhankov 39’ Rusyn |

#### Poule scudetto
| Arbitro: | Kopievs'kyj (Kropyvnyc'kyj) |

|                         |           |                                          |
| Karavajev 32’ Bilyj 54’ | Marcatori | 58’ Bujal's'kij 64’, 82’ (rig.) Cyhankov |

| Arbitro: | Možarovs'kyj (Leopoli) |

|  |           |              |
|  | Marcatori | 73’ Cyhankov |

| Kiev 24 aprile 2019, ore 18:30 EEST 25ª giornata | Dinamo Kiev      | 0 – 0 referto | Šachtar | Stadio Olimpico (41 383 spett.)\| Arbitro: \| Romanov (Dnipro) \| |
| Arbitro:                                         | Romanov (Dnipro) |               |         |                                                                   |

| Arbitro: | Paschal (Cherson) |

|  |           |                 |
|  | Marcatori | 24’ Bujal's'kij |

| Arbitro: | Kozyrjac'kyj (Zaporižžja) |

|           |           |             |
| Rusyn 65’ | Marcatori | 8’ Lučkevyč |

| Arbitro: | Monzul' (Charkiv) |

|           |           |             |
| Rusyn 11’ | Marcatori | 90+2’ Silas |

| Arbitro: | Kryvuškyn (Charkiv) |

|                          |           |                |
| de Pena 32’ Cyhankov 87’ | Marcatori | 90+2’ Fedorčuk |

| Arbitro: | Kozyk (Mukačevo) |

|          |           |                     |
| Tetê 50’ | Marcatori | 36’ (rig.) Cyhankov |

| Arbitro: | Ivanov (Makiïvka) |

|                         |           |            |
| Bjesjedin 78’ Burda 84’ | Marcatori | 16’ Alvaro |

| Arbitro: | Možarovs'kyj (Leopoli) |

|  |           |                   |
|  | Marcatori | 21’, 79’ Cyhankov |

### Coppa d'Ucraina
| Arbitro: | Ivanov (Makiïvka) |

|             |           |                               |
| Hehedoš 21’ | Marcatori | 50’, 54’ Šaparenko 58’ Harmaš |

| Arbitro: | Kozyrjac'kyj (Zaporižžja) |

|                                         |                      |                                              |
| Moraes 57’                              | Marcatori            | 9’ Harmaš                                    |
| Ismaily Solomon Maycon W. Nem Kovalenko | Tiri di rigore 4 – 3 | Cyhankov Sidcley Kędziora Mykolenko Šepeljev |

### Champions League

#### Qualificazioni
| Arbitro: | Pawson |

|                       |           |            |
| Hušbauer 90+5’ (rig.) | Marcatori | 82’ Verbič |

| Arbitro: | Stefański |

|                          |           |  |
| Verbič 11’ Bjesjedin 74’ | Marcatori |  |

#### Spareggi
| Arbitro: | Turpin |

|                                     |           |              |
| van de Beek 2’ Ziyech 35’ Tadić 43’ | Marcatori | 16’ Kędziora |

| Kiev 28 agosto 2018, ore 21:00 CEST Play-off – Ritorno | Dinamo Kiev | 0 – 0 referto | Ajax | Stadio Olimpico (40 131 spett.)\| Arbitro: \| Skomina \| |
| Arbitro:                                               | Skomina     |               |      |                                                          |

### Europa League

#### Fase a gironi
| Arbitro: | Özkahya |

|                           |           |                            |
| Cyhankov 11’ Harmaš 45+1’ | Marcatori | 21’ Aničić 90+5’ Mýrtazaev |

| Arbitro: | Delferière |

|                         |           |                        |
| Hovorka 33’ Trávník 81’ | Marcatori | 8’ Cyhankov 14’ Harmaš |

| Arbitro: | Bognár |

|             |           |                              |
| Grenier 41’ | Marcatori | 21’ Kędziora 89’ Bujal's'kij |

| Arbitro: | Beaton |

|                                        |           |                |
| Verbič 13’ Mykolenko 68’ Šaparenko 72’ | Marcatori | 89’ Siebatcheu |

| Arbitro: | Bebek |

|  |           |            |
|  | Marcatori | 29’ Verbič |

| Arbitro: | Þórarinsson |

|  |           |             |
|  | Marcatori | 10’ Doležal |

#### Fase a eliminazione diretta
| Arbitro: | Pawson |

|                        |           |                            |
| Hassan 9’ Gil Dias 40’ | Marcatori | 27’ Bujal's'kij 89’ Verbič |

| Arbitro: | Kružliak |

|              |           |  |
| Fran Sol 32’ | Marcatori |  |

| Arbitro: | Vinčić |

|                                       |           |  |
| Pedro 17’ Willian 65’ Hudson-Odoi 90’ | Marcatori |  |

| Arbitro: | Stieler |

|  |           |                                                     |
|  | Marcatori | 5’, 33’, 59’ Giroud 45+1’ Marcos A. 78’ Hudson-Odoi |

### Supercoppa
| Arbitro: | Truchanov (Charkiv) |

|  |           |                 |
|  | Marcatori | 18’ Bujal's'kij |

## Statistiche

### Statistiche di squadra
| Competizione         | Punti | In casa | In casa | In casa | In casa | In casa | In casa | In trasferta | In trasferta | In trasferta | In trasferta | In trasferta | In trasferta | Totale | Totale | Totale | Totale | Totale | Totale | DR  |
| Competizione         | Punti | G       | V       | N       | P       | Gf      | Gs      | G            | V            | N            | P            | Gf           | Gs           | G      | V      | N      | P      | Gf     | Gs     | DR  |
| -------------------- | ----- | ------- | ------- | ------- | ------- | ------- | ------- | ------------ | ------------ | ------------ | ------------ | ------------ | ------------ | ------ | ------ | ------ | ------ | ------ | ------ | --- |
| Prem"jer-liha        | 72    | 16      | 11      | 3       | 2       | 29      | 7       | 16           | 11           | 3            | 2            | 25           | 11           | 32     | 22     | 6      | 4      | 54     | 18     | +36 |
| Coppa d'Ucraina      | -     | 0       | 0       | 0       | 0       | 0       | 0       | 2            | 1            | 1            | 0            | 4            | 2            | 2      | 1      | 1      | 0      | 4      | 2      | +2  |
| Champions League     | -     | 2       | 1       | 1       | 0       | 2       | 0       | 2            | 0            | 1            | 1            | 2            | 4            | 4      | 1      | 2      | 1      | 4      | 4      | 0   |
| Europa League        | 11    | 5       | 2       | 1       | 2       | 6       | 9       | 5            | 2            | 2            | 1            | 7            | 8            | 10     | 4      | 3      | 3      | 13     | 17     | -4  |
| Supercoppa d'Ucraina | -     | -       | -       | -       | -       | -       | -       | -            | -            | -            | -            | -            | -            | 1      | 1      | 0      | 0      | 1      | 0      | +1  |
| Totale               | 83    | 23      | 14      | 5       | 4       | 37      | 16      | 25           | 14           | 7            | 4            | 38           | 25           | 49     | 29     | 12     | 8      | 76     | 41     | +35 |

### Andamento in campionato
| Giornata  | 1 | 2 | 3 | 4 | 5 | 6 | 7 | 8 | 9 | 10 | 11 | 12 | 13 | 14 | 15 | 16 | 17 | 18 | 19 | 20 | 21 | 22 | 23 | 24 | 25 | 26 | 27 | 28 | 29 | 30 | 31 | 32 |
| --------- | - | - | - | - | - | - | - | - | - | -- | -- | -- | -- | -- | -- | -- | -- | -- | -- | -- | -- | -- | -- | -- | -- | -- | -- | -- | -- | -- | -- | -- |
| Luogo     | C | T | C | T | C | T | C | T | C | T  | C  | T  | C  | T  | C  | T  | C  | T  | C  | T  | C  | T  | T  | T  | C  | T  | C  | C  | C  | T  | C  | T  |
| Risultato | V | V | V | V | V | N | P | N | V | V  | V  | V  | P  | P  | V  | P  | V  | V  | V  | V  | V  | V  | V  | V  | N  | V  | N  | N  | V  | N  | V  | V  |
| Posizione | 6 | 3 | 2 | 2 | 1 | 3 | 3 | 3 | 2 | 2  | 2  | 2  | 2  | 2  | 2  | 3  | 3  | 2  | 2  | 2  | 2  | 2  | 2  | 2  | 2  | 2  | 2  | 2  | 2  | 2  | 2  | 2  |

Legenda:

Luogo: C = Casa; T = Trasferta. Risultato: R = Rinviata; V = Vittoria; N = Pareggio; P = Sconfitta.

### Statistiche dei giocatori
In corsivo i calciatori che hanno lasciato la squadra a stagione in corso.
| Giocatore        | Prem"jer-liha | Prem"jer-liha | Prem"jer-liha | Prem"jer-liha | Coppa d'Ucraina | Coppa d'Ucraina | Coppa d'Ucraina | Coppa d'Ucraina | Champions League+ Europa League | Champions League+ Europa League | Champions League+ Europa League | Champions League+ Europa League | Supercoppa d'Ucraina | Supercoppa d'Ucraina | Supercoppa d'Ucraina | Supercoppa d'Ucraina | Totale   | Totale | Totale      | Totale     |
| Giocatore        | Presenze      | Reti          | Ammonizioni   | Espulsioni    | Presenze        | Reti            | Ammonizioni     | Espulsioni      | Presenze                        | Reti                            | Ammonizioni                     | Espulsioni                      | Presenze             | Reti                 | Ammonizioni          | Espulsioni           | Presenze | Reti   | Ammonizioni | Espulsioni |
| ---------------- | ------------- | ------------- | ------------- | ------------- | --------------- | --------------- | --------------- | --------------- | ------------------------------- | ------------------------------- | ------------------------------- | ------------------------------- | -------------------- | -------------------- | -------------------- | -------------------- | -------- | ------ | ----------- | ---------- |
| A. Alibekov      | 4             | 0             | 0             | 1             | 0               | 0               | 0               | 0               | -+0                             | -+0                             | -+0                             | -+0                             | -                    | -                    | -                    | -                    | 4        | 0      | 0           | 1          |
| O. Andrijevs'kyj | 12            | 0             | 4             | 0             | 1               | 0               | 0               | 0               | 1+2                             | 0+0                             | 0+0                             | 0+0                             | 0                    | 0                    | 0                    | 0                    | 16       | 0      | 4           | 0          |
| A. Bjesjedin     | 12            | 2             | 3             | 0             | 0               | 0               | 0               | 0               | 3+2                             | 1+0                             | 0+0                             | 0+0                             | 1                    | 0                    | 0                    | 0                    | 18       | 3      | 3           | 0          |
| D. Bojko         | 26            | -15           | 1             | 0             | 1               | -1              | 0               | 0               | 4+9                             | -4+-16                          | 0+0                             | 0+0                             | 1                    | -0                   | 1                    | 0                    | 41       | -36    | 2           | 0          |
| V. Bujal's'kij   | 22            | 3             | 6             | 0             | 2               | 0               | 1               | 0               | 4+7                             | 0+2                             | 1+3                             | 0+0                             | 1                    | 1                    | 0                    | 0                    | 36       | 6      | 11          | 0          |
| M. Burda         | 26            | 2             | 6             | 1             | 2               | 0               | 1               | 0               | 4+10                            | 0+0                             | 0+1                             | 0+0                             | 1                    | 0                    | 0                    | 1                    | 43       | 2      | 8           | 2          |
| H. Buščan        | 7             | -3            | 0             | 1             | 1               | -1              | 0               | 0               | 0+1                             | -0+-1                           | 0+0                             | 0+0                             | 0                    | -0                   | 0                    | 0                    | 9        | -5     | 0           | 1          |
| H. Citaišvili    | 6             | 0             | 1             | 0             | 0               | 0               | 0               | 0               | -+1                             | -+0                             | -+0                             | -+0                             | -                    | -                    | -                    | -                    | 7        | 0      | 1           | 0          |
| V. Cyhankov      | 31            | 18            | 4             | 0             | 1               | 0               | 0               | 0               | 4+9                             | 0+2                             | 0+0                             | 0+0                             | 1                    | 0                    | 0                    | 0                    | 46       | 20     | 4           | 0          |
| C. de Pena       | 8             | 1             | 1             | 0             | -               | -               | -               | -               | -+-                             | -+-                             | -+-                             | -+-                             | -                    | -                    | -                    | -                    | 8        | 1      | 1           | 0          |
| M. Duelund       | 9             | 1             | 0             | 0             | 1               | 0               | 0               | 0               | -+3                             | -+0                             | -+0                             | -+0                             | -                    | -                    | -                    | -                    | 13       | 1      | 0           | 0          |
| Fran Sol         | 2             | 1             | 0             | 0             | 0               | 0               | 0               | 0               | -+2                             | -+1                             | -+0                             | -+0                             | -                    | -                    | -                    | -                    | 4        | 2      | 0           | 0          |
| D. Harmaš        | 13            | 2             | 3             | 0             | 2               | 2               | 1               | 1               | 4+8                             | 0+2                             | 1+2                             | 0+0                             | 1                    | 0                    | 0                    | 0                    | 28       | 6      | 7           | 1          |
| J. Isajenko      | 2             | 0             | 0             | 0             | -               | -               | -               | -               | -+-                             | -+-                             | -+-                             | -+-                             | -                    | -                    | -                    | -                    | 2        | 0      | 0           | 0          |
| T. Kádár         | 22            | 0             | 4             | 1             | 1               | 0               | 0               | 0               | 4+7                             | 0+0                             | 0+1                             | 0+0                             | 1                    | 0                    | 1                    | 0                    | 35       | 0      | 6           | 1          |
| V. Kalytvyncev   | 1             | 0             | 1             | 0             | 0               | 0               | 0               | 0               | 0+0                             | 0+0                             | 0+0                             | 0+0                             | 0                    | 0                    | 0                    | 0                    | 1        | 0      | 1           | 0          |
| T. Kędziora      | 27            | 2             | 3             | 2             | 1               | 0               | 1               | 0               | 4+10                            | 1+1                             | 3+2                             | 0+0                             | 1                    | 0                    | 1                    | 0                    | 43       | 4      | 10          | 2          |
| M. Kravčenko     | 2             | 0             | 1             | 0             | -               | -               | -               | -               | -+-                             | -+-                             | -+-                             | -+-                             | -                    | -                    | -                    | -                    | 2        | 0      | 1           | 0          |
| M. Morozjuk      | 12            | 1             | 4             | 0             | 1               | 0               | 0               | 0               | 2+4                             | 0+0                             | 0+1                             | 0+0                             | 1                    | 0                    | 0                    | 0                    | 20       | 1      | 5           | 0          |
| V. Mykolenko     | 23            | 0             | 3             | 0             | 1               | 0               | 0               | 0               | 0+8                             | 0+1                             | 0+2                             | 0+0                             | 0                    | 0                    | 0                    | 0                    | 32       | 1      | 5           | 0          |
| J. Pivarić       | 6             | 0             | 1             | 0             | 1               | 0               | 0               | 0               | 3+2                             | 0+0                             | 0+1                             | 0+0                             | 0                    | 0                    | 0                    | 0                    | 12       | 0      | 2           | 0          |
| D. Popov         | 1             | 0             | 1             | 0             | -               | -               | -               | -               | -+-                             | -+-                             | -+-                             | -+-                             | -                    | -                    | -                    | -                    | 1        | 0      | 1           | 0          |
| A. Rudko         | 0             | -0            | 0             | 0             | 0               | -0              | 0               | 0               | 0+0                             | -0+-0                           | 0+0                             | 0+0                             | 0                    | -0                   | 0                    | 0                    | 0        | 0      | 0           | 0          |
| N. Rusyn         | 19            | 5             | 4             | 0             | 0               | 0               | 0               | 0               | 1+4                             | 0+0                             | 0+1                             | 0+0                             | 0                    | 0                    | 0                    | 0                    | 24       | 5      | 5           | 0          |
| A. Šabanov       | 17            | 0             | 3             | 2             | 1               | 0               | 0               | 0               | 1+3                             | 0+0                             | 0+0                             | 0+0                             | 0                    | 0                    | 0                    | 0                    | 22       | 0      | 3           | 2          |
| M. Šaparenko     | 22            | 5             | 6             | 0             | 2               | 2               | 1               | 0               | 1+7                             | 0+1                             | 1+0                             | 0+0                             | 1                    | 0                    | 0                    | 0                    | 33       | 8      | 8           | 0          |
| V. Šepeljev      | 24            | 0             | 6             | 0             | 1               | 0               | 1               | 0               | 4+9                             | 0+0                             | 0+2                             | 0+1                             | 1                    | 0                    | 1                    | 0                    | 39       | 0      | 10          | 1          |
| Sidcley          | 17            | 1             | 1             | 0             | 1               | 0               | 1               | 0               | 0+5                             | 0+0                             | 0+0                             | 0+0                             | 0                    | 0                    | 0                    | 0                    | 23       | 1      | 2           | 0          |
| J. Smyrnyj       | 3             | 0             | 0             | 0             | 1               | 0               | 0               | 0               | -+2                             | -+0                             | -+0                             | -+0                             | -                    | -                    | -                    | -                    | 6        | 0      | 0           | 0          |
| V. Suprjaha      | 6             | 0             | 0             | 0             | 1               | 0               | 0               | 0               | 1+2                             | 0+0                             | 0+0                             | 0+0                             | -                    | -                    | -                    | -                    | 10       | 0      | 0           | 0          |
| S. Sydorčuk      | 23            | 1             | 4             | 0             | 0               | 0               | 0               | 0               | 4+8                             | 0+0                             | 1+0                             | 0+0                             | 1                    | 0                    | 0                    | 0                    | 36       | 1      | 5           | 0          |
| Tchê Tchê        | 9             | 0             | 1             | 0             | 1               | 0               | 0               | 0               | 1+4                             | 0+0                             | 0+1                             | 0+0                             | 1                    | 0                    | 0                    | 0                    | 16       | 0      | 2           | 0          |
| B. Verbič        | 21            | 7             | 5             | 0             | 1               | 0               | 0               | 0               | 4+7                             | 2+3                             | 0+3                             | 0+0                             | 1                    | 0                    | 0                    | 0                    | 34       | 12     | 8           | 0          |
| Vitor            | 2             | 0             | 0             | 0             | 1               | 0               | 0               | 0               | 0+0                             | 0+0                             | 0+0                             | 0+0                             | -                    | -                    | -                    | -                    | 3        | 0      | 0           | 0          |